# Brainfuck
Brainfuck (brainfuck) je kultni ezoterični programski jezik, ki ni namenjen praktični uporabi. Znan je po svoji izjemni varčnosti z možnimi ukazi, ki jih je natanko osem. Ustvaril ga je Urban Müller leta 1993.

## Ukazi
| Ukaz | Pomen                                                         |
| ---- | ------------------------------------------------------------- |
| +    | prišteje ena bajtu, na katerega kaže trenutni kazalec         |
| -    | odšteje ena od bajta, na katerega kaže trenutni kazalec       |
| >    | trenutni kazalec premakne na naslednjega                      |
| <    | trenutni kazalec premakne na prejšnjega                       |
| .    | izpiše vrednost trenutnega kazalca na standardni izhod        |
| ,    | v trenutni kazalec shrani vrednost iz standardnega vhoda      |
| [    | če je vrednost trenutnega kazalca neničelna, izvrši kodo do ] |
| ]    | če je vrednost trenutnega kazalca neničelna, se vrne do [     |

## Zgled
Program izpiše na standardni izhod znak @. Vsi simboli razen ukazov so spregledani (kar dopušča komentarje).
```
+>>+++[
 <<[>++<-]    zanka
 >[<++>-]>-
]<<           zdaj je v tem kazalcu shranjena vrednost 2*2*2 * 2*2*2 ali 64
.             izpiše to vrednost; kar v ASCII predstavlja znak @
```

Program brez komentarjev:
```
+>>+++[<<[>++<-]>[<++>-]>-]<<.
```